# Egnatius Lucillus
Egnatius Lucillus (fl. 265) était un homme politique de l'Empire Romain.

## Vie
Fils de Egnatius Lucillianus.
Il était consul en 265.
Il fut le père de Egnatius Lollianus, marié avec Flavia, fille de Quintus Flavius et de sa femme Maesia et petite-fille maternelle de Gaius Maesius Fabius Titianus et de sa femme Julia. Ils ont eu Quintus Flavius Maesius Egnatius Lollianus signo Mavortius et Egnatia Lolliana, femme de Rufius Caecina Postumianus.